# 金秀吉
金秀吉（きん ひでよし、1961年11月27日 - ）は、映画監督、脚本家、プロデューサー。大阪芸術大学短期大学部メディア・芸術学科特任教授。大阪芸術大学芸術学部映像学科兼担教授。日本映画監督協会会員。大阪市生まれ。

## 来歴
横浜放送映画学院（理事長・学長・今村昌平  　現・日本映画大学）在学中の1981年、18歳の時に書いた『潤の街』で、映画界の芥川賞と言われる脚本登竜門の城戸賞を史上最年少受賞。
今村昌平・浦山桐郎・新藤兼人・黒木和雄などの監督や、石堂淑朗・馬場当・池端俊策などの脚本家、淀川長治・佐藤忠男などの映画評論家の指導を受ける。20歳時の卒業制作で監督・脚本を担当した劇映画『純情す』（16ミリ）が、池袋文芸座ル・ピリエで有料上映される。今村賞受賞（首席）卒業後、同校研究科で、1年間シナリオと演出の研さんを積む。
以後、22歳のプロデビュー脚本となった『湾岸道路』や、住井すゑ原作『橋のない川』など東陽一作品の脚本を手がけ、戦前・戦後に限らず、異例の23歳の若さで、35ミリフィルム撮影による劇場公開映画の初監督。その初監督作は『君は裸足の神を見たか』。プロデューサーは今村昌平とATG代表佐々木史朗。この作品は現在でも、青春映画の佳作の一本として高く評されている。キネマ旬報の年間ランキングでは、社会心理学を代表する南博一橋大学教授をはじめとする4人の選者が年間ベスト1の10点を付けている。キネマ旬報編集部は年間4位選出。2021年、国立映画アーカイブで行われた「1980年代日本映画――試行と新生」イベントポスターの42作品の代表巻頭写真となる。
監督や脚本作品のほとんどが、カンヌやモントリオール、トリノ、パリ・コルベイユ、釜山、東京など、海外・国内の国際映画祭に多数招待される。1996年には、文化庁芸術家国内インターンシップに任命。『潤の街』『あーす』『橋のない川』は、各上映年度、文化庁優秀映画作品賞受賞作である。平成2年度大阪市咲くやこの花賞や日本青年会議所全国TOYP大賞などの受賞もある。
南果歩主演の『千の風になって』では、監督・脚本の他にプロデューサーも兼任している。他に、ボクシング世界チャンピオン辰吉丈一郎選手を描いた阪本順治監督『BOXER JOE』の脚本も担当する。劇映画（劇場公開）以外では、アニメの監督・脚本や、ラジオドキュメント構成、ミュージカル劇の演出･脚本など。また、プロモーションビデオ・CM制作や、文芸誌の編集委員や小説創作、テレビの映画解説の準レギュラー、ビデオコンクール審査員、中・高校や市民講演会の講師なども担当する。
近畿大学文芸学部芸術学科演劇・芸能専攻（2006年・舞台芸術専攻に改称）など（ほかに桃山学院大学・OSM専門学校）の映画・映像の制作実技や映画史等の講師を長く歴任し（1987年～2006年）、現在（2006年～）は大阪芸術大学とその短期大学で教鞭をとっている。2014年の朝日新聞のインタビューに対し、ジル・ドゥルーズの哲学書「シネマⅠ･Ⅱ」への愛着と、映画の欧米並みの「学問化」、新しい映画製作者や脚本家人材と新人俳優の育成への思いを語る。また、世界に通じる日本のアニメーション映画にも多大な関心と可能性を寄せている。
その他、アンドレ・バザンやロラン・バルトなどの新しい映画概念や、ジャン・ルノワールやロベール・ブレッソン、ジャン・リュック・ゴダールやフランソワ・トリュフォー、アンドレイ・タルコフスキー監督などの実践に多大な影響を受けている。
2013年5月から6月にかけて、大阪松竹座と新橋演舞場で公演のミュージカル劇『ザ・オダサク』（松竹製作、内博貴主演、錦織一清演出)の原作・脚本を担当。ジャニーズ事務所タレントや実力派若手ミュージカル俳優、宝塚歌劇の元TOP陽月華・姿月あさと・高汐巴のコラボレーションが、高く評価され2014年4月・5月に横浜神奈川芸術大ホールと京都南座にて再演される。
２０２４年末より、Xにて「新しい映画のための新しい人材と、日本や世界の高校生の映画への関心を喚起するための」＜金秀𠮷の映画塾＞を開設。

## 映画作品
おもな監督作品
- 『君は裸足の神を見たか』（35ミリ） （1986年）
- 『あーす』（35ミリ）（1990年、兼脚本）文化庁優秀映画賞・日本カトリック映画大賞。プロデューサー兼任。
- 『いちばん近くに』（1994年、兼脚本）-アニメ／大阪府製作。
- 『尚美/蜜代』（ビデオ）（2000年、兼脚本）サンダンス インスティテュート＆NHK国際映画賞日本賞
- 『明日への扉』（2002年）-アニメ、脚本兼任。
- 『千の風になって』（35ミリ）（2004年）脚本、プロデューサー兼任。
- 『ホップ・ステップ・ダンス』（ビデオ）（2005年）脚本兼任。東映教育映画製作。
- 『郷土映画・ナノハナ』（ビデオ）（2007年）脚本兼任。東大阪市青年会議所製作。
- 『回帰線0・ZERO』（ビデオ）（2008年）脚本、プロデューサー兼任。
- 『浜寺物語』（ビデオ）（2008年）プロデューサー兼任。

おもな映画・映像脚本作品（プロモーション、CF作品を除く）
- 『潤の街』（35ミリ）（1980年 - 1989年）城戸賞　文化庁優秀映画賞
- 『湾岸道路』（35ミリ）（1984年）
- 『橋のない川』（35ミリ）（1990年）文化庁優秀映画賞
- 『お星さまのレール』(1991年)（アニメ・映画用原作シナリオ）
- 『BOXER JOE』（1995年）（阪本順治と共同）